# 阿爾隆區
阿爾隆區（法語：Arrondissement d'Arlon）是比利時瓦隆大区盧森堡省的一个区。該區轄有5個市鎮，面積317.28平方公里，2020年1月1日人口為62892人。

## 市鎮
阿爾隆區下轄以下市鎮：
- 阿爾隆（Arlon）
- 阿泰尔特（Attert）
- 欧邦日（Aubange）
- 马特朗日（Martelange）
- 梅桑西（Messancy）